# Ноулз, Тони (снукерист)
Э́нтони (То́ни) Но́улз (англ. Anthony (Tony) Knowles, родился 13 июня 1955 в Болтоне) — английский бывший профессиональный игрок в снукер. Трижды был полуфиналистом чемпионата мира.

## Карьера
Тони был средним из трёх братьев Ноулз и начал играть в снукер в 9 лет. Он дважды выигрывал молодёжное первенство Великобритании, в 1972 и 1974, но продолжал изучать изобразительное искусство, пока WPBSA не выдала ему лицензию профессионального игрока.
Ноулз впервые «выстрелил» на чемпионате мира 1982, когда в первом раунде разгромил защищавщего свой титул Стива Дэвиса, 10:1. На следующее утро он проснулся знаменитым. 1980-е были периодом бурного расцвета снукера, и поэтому к игрокам было приковано большое внимание. Некоторые высказывания новоявленной звезды были растиражированы таблоидами, в результате чего после разбирательства WPBSA оштрафовала Ноулза на £ 5000 за «привнесение дурной славы в спорт».
Продолжением его феерического выступления на чемпионате мира стал выигрыш на турнире Jameson International 1982, где он в финале переиграл Дэвида Тейлора, 9:6. Годом позже Тони Ноулз выиграл Professional Players Tournament, в финале одолев Джо Джонсона, 9:8. Также он дошёл в первый раз до 1/2 чемпионата мира, где, лидируя в матче с Клиффом Торбурном, 15:13, уступил — 15:16, причём в последнем фрейме у Торбурна упал флюк. Как результат — 4-е место в мировом рейтинге.
Ноулз находился в Топ-16 до сезона 1989/90, и пиком его выступлений было 2-е место в сезоне 1984/85, когда он уступал только Стиву Дэвису. Ещё дважды он попадал в полуфинал чемпионата мира (1985 и 1986), но в финал так и не вышел.
В 1990-е результаты англичанина стали ухудшаться, и в 1997 Ноулз покинул мэйн-тур. Он сыграл немалую роль в работе организации World Snooker в начале 2000-х.
Ноулз болеет за родной футбольный клуб — Болтон Уондерерс.

## Победы

### Рейтинговые турниры
- Jameson International: 1982
- Professional Players Tournament: 1983

### Нерейтинговые турниры
- Australian Masters: 1984

### Командные победы
- World Cup (с командой Англии): 1983

### Любительские победы
- Чемпионат Великобритании до 19 лет: 1972, 1974
- Pontins Autumn Open: 1979